# TSU-TSU MIX 南沙織
『TSU-TSU MIX 南沙織』（ツツ ミックス みなみさおり）は、2017年3月22日にリリースされた、南沙織のリミックス・アルバムである。発売元はソニー・ミュージックダイレクト。規格品番：MHCL-2685。

## 解説
CD帯コピー『もういちど筒美京平／南沙織 ノンストップミックスで甦るソニーのシンシアの名曲』
シンシア（南沙織）のデビューシングル『17才』から数多くの作曲、編曲を担当した筒美京平による提供曲、筒美が手がけた楽曲のカバーをノンストップ・ミックスで収録したアルバム。
発売日順やヒットチャート順なとで収録されておらず、アルバムの流れを重視した順番で収録されている。
筒美から提供されたシングルA面曲で未収録となっているのは、5枚目のシングル『哀愁のページ』、13枚目のシングル『夜霧の街』、シンシア名義でリリースした31枚目のシングル『よろしく哀愁』の3つである。（いずれの作品も同じく筒美京平からの提供曲のみで構成されたアルバム『GOLDEN☆BEST 南沙織 筒美京平を歌う』には収録されている。）
また今作の発売同日に、ソニー・ミュージックに所属していた女性歌手に筒美が提供した楽曲のノンストップ・ミックスを収録したアルバム『TSU-TSU MIX 歌姫』（規格品番:MHCL-2684）も発売されており、こちらにはデビュー曲である『17才』のノンストップミックスバージョンが収録されている。
最短楽曲は『早春の港』の56秒、最長楽曲は『美しい誤解』の2分10秒となっている。
シンシアの作品で筒美作品を1番多く収録した作品であり、シンシアの1枚組のアルバムとしてレコード、CDを通しても最多のものとなっている。

## 収録曲
- 全作曲・筒美京平
- 各楽曲の詳細は各ページを参照されたい。

1. ひとねむり（1:11）
2. 夏しぐれ（1:04）
アルフィーのカバー、アルバム『20才』より。
3. 女性（1:34）
4. さよならにかえて（1:34）
5. ひまわりの小径（1:20）
チェリッシュのカバー、アルバム『早春のハーモニー』より。
6. 別れのマチネー（1:24）
7. 殉愛（1:32）
8. 色づく街（1:22）
9. ゆれる午後（1:15）
10. あの場所から（1:19）
Kとブルンネンのカバー、アルバム『早春のハーモニー』より。
11. 早春の港（0:56）
12. 音楽会場にて（1:14）
13. ふたりの急行列車（1:22）
チェリッシュのカバー、アルバム『夏の感情』より。
14. 昨日の街から（1:07）
15. 想い出通り（1:37）
16. あなたならどうする（1:29）
いしだあゆみのカバー、アルバム『20才』より。
17. ひとかけらの純情（1:06）
18. さらば恋人（1:10）
堺正章のカバー、アルバム『20才』より。
19. 幸福ですか（1:06）
青山一也のカバー、アルバム『早春のハーモニー』より。
20. 私の港（1:01）
21. あふれる愛に（1:12）
いしだあゆみのカバー。アルバム『早春のハーモニー』より。
22. ともだち（1:13）
23. バラのかげり（1:34）
24. ふるさとの雨（1:16）
25. ギターのような女の子（1:50）
佐良直美のカバー。アルバム『早春のハーモニー』より。
26. Ms. (ミズ)（1:12）
27. 17才（1:02）
28. 潮風のメロディ（1:18）
29. 純潔（1:07）
30. 夏の感情（1:15）
31. 誰も知らない（1:08）
伊東ゆかりのカバー。アルバム『20才』より。
32. 女の子の気持（1:24）
33. 傷つく世代（1:21）
34. 素顔の朝（1:20）
35. あこがれの旅（1:00）
36. 美しい誤解（2:10）

## 関連作品
筒美作品のみ収録されたアルバム
ギフトパック 南沙織 -1972年版-
早春のハーモニー
クローバー・シリーズ 早春の港
20才まえ
ギフトパック 南沙織 -1973年版-
クローバー・シリーズ バラのかげり / ひとかけらの純情
クローバー・シリーズ 17才 / 純潔
クローバー・シリーズ 色づく街 / 哀愁のページ
午後のシンシア
DREAM PRICE 1000 南沙織 17才
GOLDEN☆BEST 南沙織 筒美京平を歌う